# Aquificales
Die Aquificales, die einzige Ordnung der Klasse Aquificae (syn. Aquificia), sind eine Gruppe von Bakterien, die unter besonders extremen Bedingungen existieren. Sie finden sich in heißen Quellen, Schwefelbecken und in ozeanischen Bereichen, in denen Erdwärme austritt. Arten der Gattung Aquifex leben z. B. bei Wassertemperaturen zwischen 85 und 95 °C. Die Aquificales sind die häufigsten Lebewesen in neutralen bis alkalischen heißen Quellen über 60 °C. Sie sind autotroph und binden sehr viel Kohlenstoff.

## Merkmale
Die thermophilen, gramnegativen Stäbchen werden zwischen 0,2 und 6 µm groß. Unter gewissen Wachstumsbedingungen können sie auch filamentös wachsen. Es werden keine Sporen gebildet. Typisch für die ganze Ordnung ist ihre chemolithotrophe Lebensweise unter strikt anaeroben oder mikroaerophilen Bedingungen, d. h. sie tolerieren entweder gar keinen Sauerstoff (anaerob) oder nur geringe Mengen (mikroaerophil). Zur Energiegewinnung nutzen viele Vertreter der Gruppe die sogenannte Knallgasreaktion. Hierbei dient Wasserstoff (H2) als Elektronenspender (Donator) und Sauerstoff (O2) als Elektronenakzeptor. Als Endprodukt wird Wasser (H2O) gebildet, hierauf deutet auch der lateinische Name Aquifex hin ("Wasser-Macher").
Die CO2-Fixierung basiert auf dem umgekehrten Citratzyklus.
Alle bekannten Isolate haben ihr Wachstumsoptimum bei 70 °C und darüber; sie wurden sowohl in terrestrischen heißen Quellen als auch in Schwarzen und Weißen Rauchern am Grund der Tiefsee nachgewiesen. Die Typusgattung ist Aquifex.

## Systematik
Die Aufstellung einer Ordnung der Aquificales wurde 1992 von Huber et al. vorgeschlagen, die Ordnung wurde dann 2001 von Reysenbach beschrieben und 2002 gültig publiziert. 2006 erfolgte dann eine Emendation von L’Haridon et al.
Es folgt eine Liste der Ordnungen, Familien und den zugehörigen Gattungen:
Phylum: Aquificota Reysenbach 2021 (syn. Aquificaeota Oren et al. 2015)
- Klasse: Aquificae Reysenbach 2002 (syn. Aquificia Cavalier-Smith 2020, Epsilobacteria Cavalier-Smith 2002)
  - Ordnung: Aquificales Reysenbach 2002
    - Familie: Aquificaceae Reysenbach 2002
      - Gattung: Aquifex Huber & Stetter 1992
      - Gattung: Hydrogenivirga Nakagawa et al. 2004
      - Gattung: Hydrogenobacter Kawasumi et al. 1984
      - Gattung: Hydrogenobaculum Stöhr et al. 2001
      - Gattung: Thermocrinis Huber et al. 1999

    - Familie: Desulfurobacteriaceae L'Haridon et al. 2006
      - Gattung: Balnearium Takai et al. 2003
      - Gattung: Desulfurobacterium L'Haridon et al. 1998
      - Gattung: Phorcysia Pérez-Rodríguez et al. 2012
      - Gattung: Thermovibrio Huber et al. 2002

    - Familie: Hydrogenothermaceae Eder & Huber 2003
      - Gattung: Hydrogenothermus Stöhr et al. 2001
      - Gattung: Persephonella Götz et al. 2002
      - Gattung: Sulfurihydrogenibium Takai et al. 2003
      - Gattung: Venenivibrio Hetzer et al. 2008

Die Gattung Thermosulfidibacter wird noch keiner Familie zugeordnet (Stand 15. Oktober 2018).